# Homero Manzi, un poeta en la tormenta
Homero Manzi, un poeta en la tormenta es una película argentina del género documental dirigida por Eduardo Spagnuolo sobre su propio guion, que se estrenó el 24 de septiembre de 2009 y que tuvo como protagonistas a Carlos Portaluppi, Angélica Torres, Martín Slipaky Luciano Acosta.

## Sinopsis
La película refleja la biografía del poeta, murguero, cineasta, periodista, libretista de radio, político, docente y dirigente gremial Homero Manzi desde su nacimiento en Añatuya, Santiago del Estero, hasta su muerte a los 43 años, pasando por su niñez, ya en Pompeya; su militancia radical, a favor de Hipólito Yrigoyen, luego cofundador de FORJA; la cárcel, sus amistades, la bohemia, su paso por el cine y sus memorables composiciones como Barrio de tango, Malena, Sur y Milonga sentimental.

## Reparto
- Carlos Portaluppi - Homero Manzi
- Angélica Torres
- Martín Slipak
- Luciano Acosta
- Tom CL

## Comentario
Adolfo C. Martínez, el crítico de La Nación opinó que se trata de una muy buena película, con una labor brillante de su director, en la que Carlos Portaluppi hace un excelente trabajo. Señala que se trata de una recreación con sobriedad con secuencias ficcionales y documentos en los que Manzi tuvo mucho que ver -la caída de Hipólito Yrigoyen, el salto a la popularidad de Perón, las películas que guionó o dirigió y con las letras de algunos de sus tangos más emblemáticos con las cuales el filme va tomando cada vez más fuerza emotiva. Se retrata así el Manzi que halló en el suburbio, esa mezcla de campo y ciudad; en el gaucho devenido hombre de la gran capital; en el compadrito; en el inmigrante o en los indios desplazados de su tierra el germen de sus poemas tangueros.Hay una cuidada selección de material documental y una exacta recreación de época, debida a Paula Pires Dos Barros. Para el crítico de Clarín se trata de una película calificable solamente como regular, en la que considera que recursos como la sobreimpresión de palabras sobre las imágenes o los parlamentos de los personajes que ficcionalizan la vida de Manzi, que en vez de dialogar entre sí, están dando información al espectador, termina por banalizar todo lo que se ve, como en las obras teatrales estudiantiles.
La crónica de La Prensa a cargo de Isabel Croce señala la multiplicidad de elementos, que incluyen abundancia de fotos fijas, películas de la época tanto de ficción como documentales, de que se vale el director y cómo el filme, con respeto y buen ritmo narrativo, cuenta la vida de Manzi. El sentimiento tanguero es el que predomina en la historia de Spagnuolo, ya sea con la melodía de sus canciones o con los compases bailados de sus obras en cuadros coreográficos de atractiva estética. Valiosa interpretación de Carlos Portaluppi, que se asemeja naturalmente a Manzi y logra penetrar en el magnetismo e intimidad de su personalidad. Un elenco de buen nivel y la cuidada dirección de arte hacen de esta película un recomendable testimonio de uno de nuestros valiosos personajes populares.